# Huixtlazala, Acatepec
Huixtlazala är en ort i Mexiko.   Den ligger i kommunen Zapotitlán Tablas och delstaten Guerrero, i den sydöstra delen av landet, 240 km söder om huvudstaden Mexico City. Huixtlazala ligger 1 727 meter över havet och antalet invånare är 303.
Terrängen runt Huixtlazala är kuperad norrut, men söderut är den bergig. Runt Huixtlazala är det ganska glesbefolkat, med 42 invånare per kvadratkilometer. Närmaste större samhälle är Acatepec, 10,6 km norr om Huixtlazala. I omgivningarna runt Huixtlazala växer huvudsakligen savannskog.